# Juhani Tyrväinen
Juhani Ilmari Tyrväinen, född 11 september 1990 i Seinäjoki, är en finländsk professionell ishockeyspelare. 
Även hans äldre bror Antti är ishockeyspelare.